# 李昇煕
李 昇煕(い すんひ、1983年1月19日 - ）は、福岡県出身の元サッカー選手。
福岡県出身の在日韓国人3世。

## 来歴
大学時、19歳の時にU-20サッカー大韓民国代表に選出。大学卒業後、Kリーグ水原三星ブルーウィングスにて2年間プレー。日本に帰国後、南京都高等学校(現 京都廣学館高等学校)に勤務。
日本では、サッカー審判員としても活躍。2008年に1級を取得。